# Pratulin

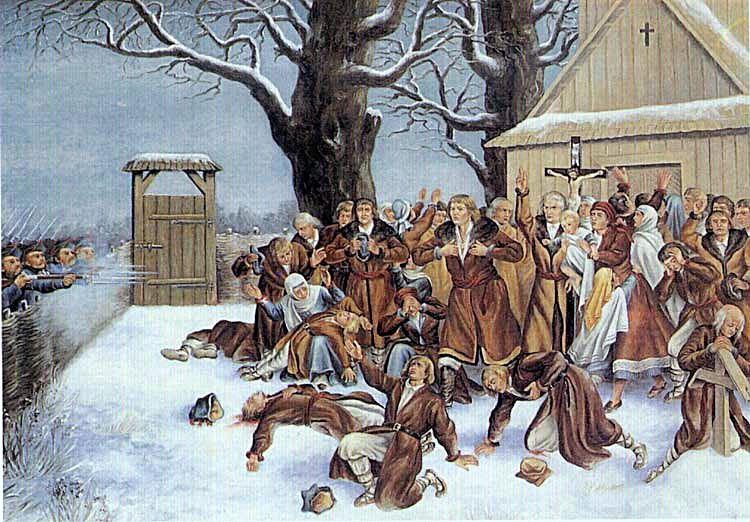
Męczeństwo unitów z Pratulina

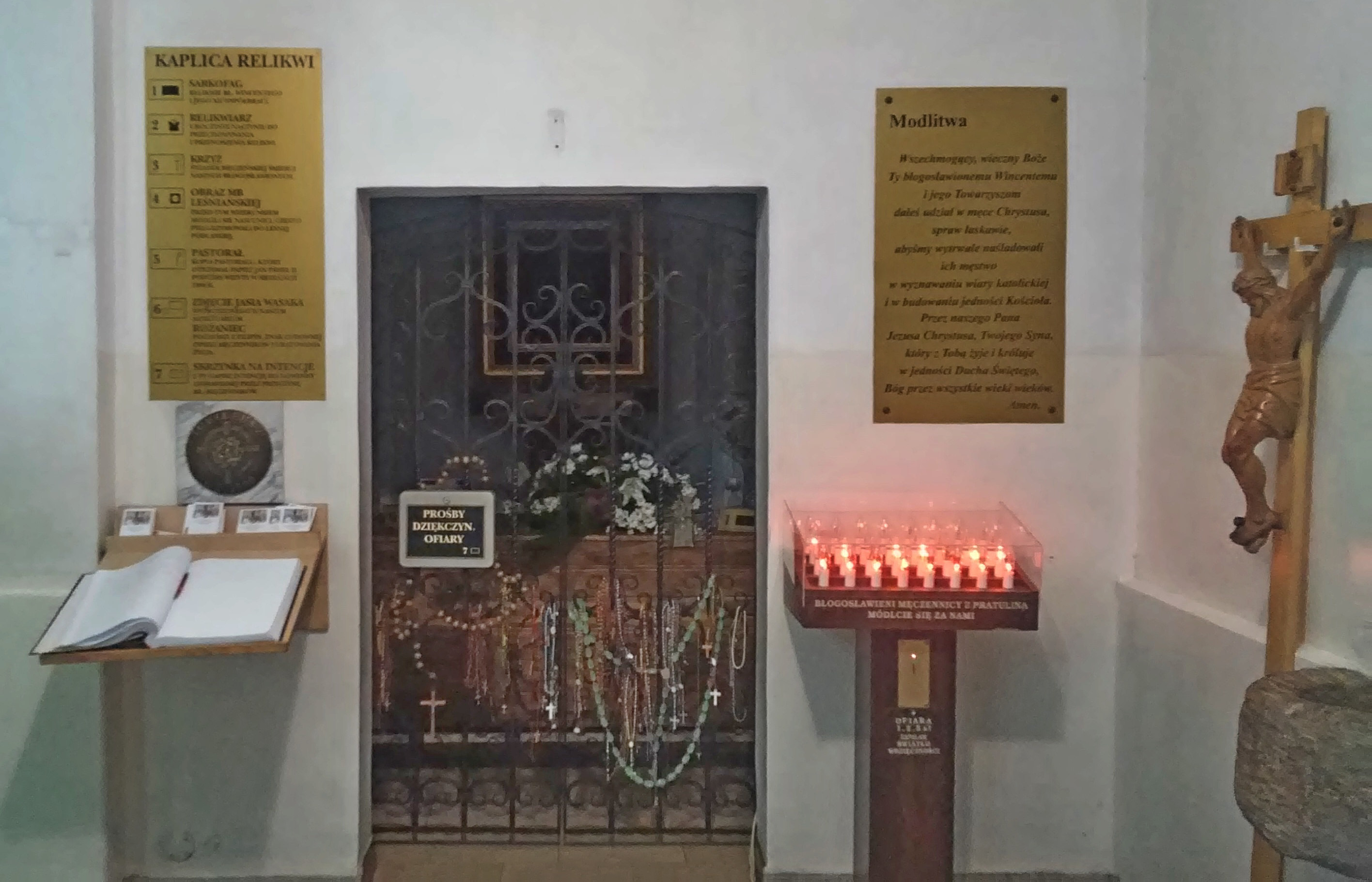
Kaplica męczenników unickich w kościele parafialnym

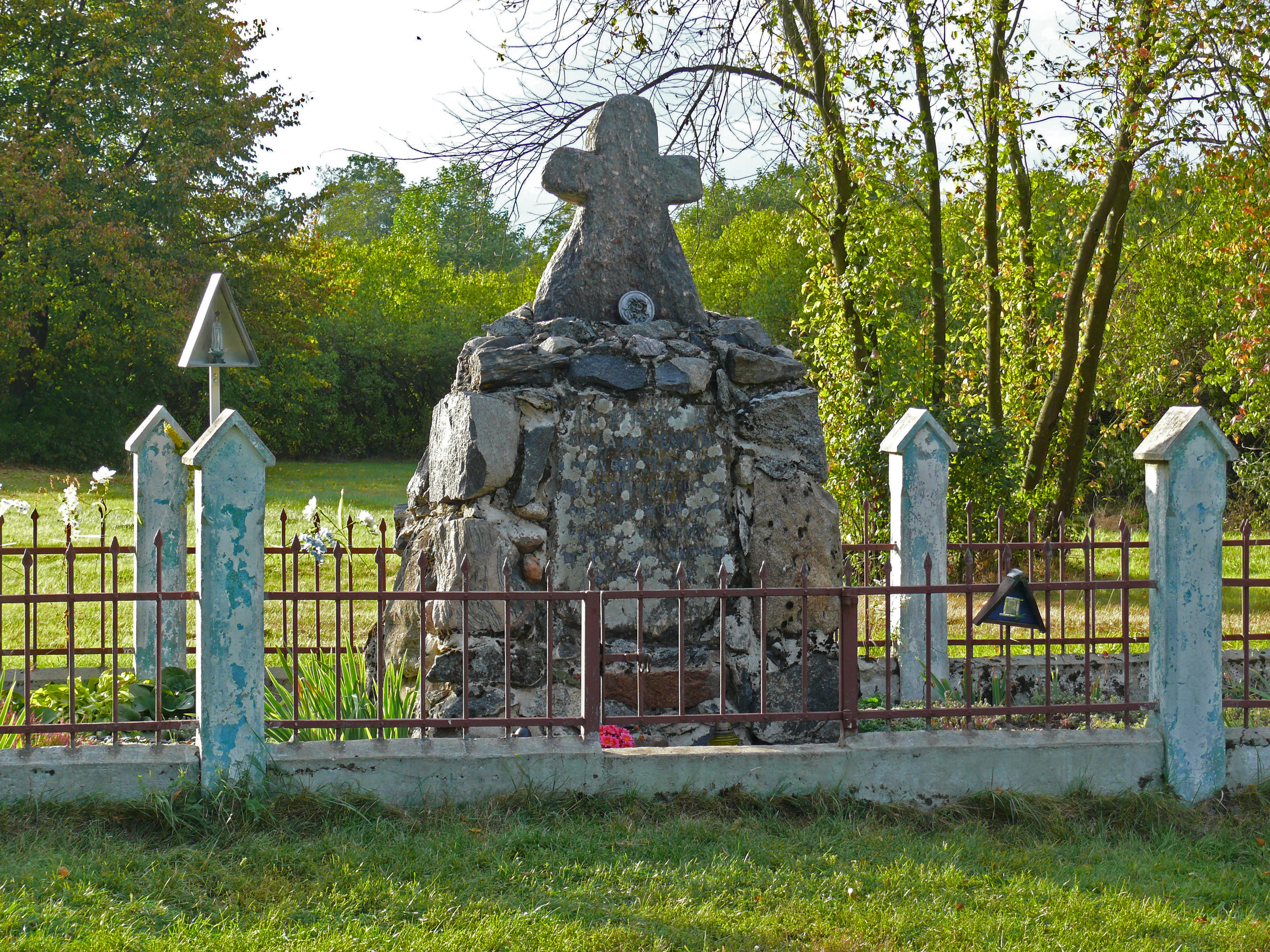
Mogiła męczenników unickich

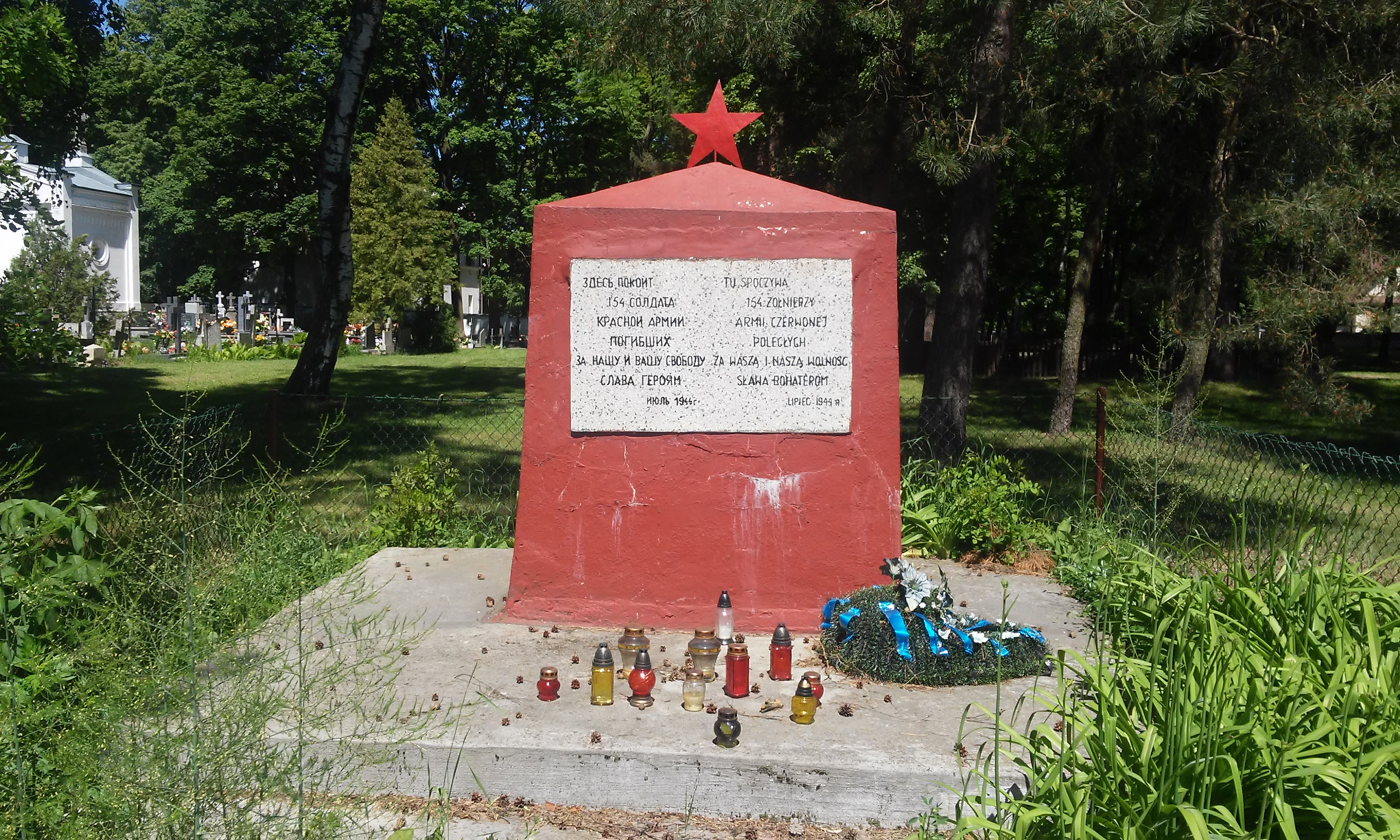
Grób żołnierzy radzieckich

Pratulin (Język staroruski, język poleski: Pratulin, Пратулин) – nadbużańska wieś (dawniej miasto) w Polsce, położona w województwie lubelskim, w powiecie bialskim, w gminie Rokitno. Leży w malowniczym falistym terenie w zakolu Bugu, przy granicy z Białorusią, naprzeciwko Czyżewicz.
Pratulin uzyskał lokację miejską w 1732 roku. Prawa miejskie do 11 stycznia 1820. Miasto magnackie położone było w końcu XVIII wieku w powiecie brzeskolitewskim województwa brzeskolitewskiego.
Wieś jest sołectwem w gminie Rokitno. Według Narodowego Spisu Powszechnego z roku 2011 wieś liczyła 67 mieszkańców.
| SIMC    | Nazwa       | Rodzaj    |
| ------- | ----------- | --------- |
| 0018425 | Kaczorek    | część wsi |
| 0018431 | Wierzchołek | część wsi |

## Historia
Wieś pierwotnie zamieszkana prawdopodobnie przez ludność pochodzenia rusińskiego, która przyjęła polską tożsamość narodową najpóźniej w drugiej połowie XIX wieku. Wzmiankowana od 1478 r. pod nazwą Hornów, Hornowo, Ornowo. Znajdował się tu zamek obronny „Paleniowszczyzna”.
W XV w. miejscowość leżała na terytorium Wielkiego Księstwa Litewskiego; od 1566 r. w powiecie brzeskim województwa brzeskolitewskiego I Rzeczypospolitej. Początkowo była własnością Hornowskich, następnie, Ostrowskich (2 poł. XVII w.). W XVII w. właścicielem miejscowych dóbr został Józef Franciszek Sapieha, który w 1732 r. zmienił nazwę miejscowości na Pratulin (łac. pratum, prata – łąka, łąki) i wystarał się dla niej o prawa miejskie. Od 1754 r. stanowił własność rodu Potockich. Dzięki staraniom Joachima Karola Potockiego Pratulin otrzymał od króla Augusta III przywilej na jarmark dwutygodniowy. Jednakże osada zachowała charakter wsi.
Po III rozbiorze Polski w 1795 r. Pratulin przejściowo wszedł w skład zaboru austriackiego, w latach 1807–1815 był włączony w granice Księstwa Warszawskiego, aż ostatecznie w 1815 r. Pratulin znalazł się w zaborze rosyjskim, w którym zostawał przez kolejne ponad 100 lat. Od 1820 r. był Pratulin własnością Wieruszów–Kowalskich, następnie ponownie Potockich.
W 2 poł. XIX w. wieś znajdowała się w gminie Bohukały (pierwotnie powiat bialski, następnie powiat konstantynowski) w guberni siedleckiej (od 1867 r.). W 1861 r. w obrębie parafii pratulińskiej mieszkało 1850 katolików obrządku greckiego, 1251 katolików obrządku łacińskiego, 62 żydów, 32 chrześcijan niekatolików i 14 muzułmanów, ludność była w większości polskojęzyczna.
Podczas akcji przymusowego przyłączenia unitów do Rosyjskiego Kościoła Prawosławnego, 26 stycznia 1874 r., trzynastu unitów z Pratulina zostało zastrzelonych przez wojsko rosyjskie, gdy nie chcieli dopuścić nowego kapłana do parafialnej cerkwi.
Dopiero po ukazie tolerancyjnym z 1905 r. oporni unici mogli wrócić do katolicyzmu, ale wyłącznie w obrządku łacińskim, gdyż unia brzeska w Imperium Rosyjskim nie została restytuowana.
W czasie wojny polsko-bolszewickiej w miejscowości toczyły się walki z atakującymi oddziałami Armii Czerwonej. Na miejscowym cmentarzu złożono zwłoki obrońców świeżo zdobytej niepodległości.
W okresie międzywojennym Pratulin wrócił w granice odrodzonego państwa polskiego i należał do gminy Bohukały w województwie lubelskim. Spis powszechny z 1921 r. wymienia wieś i folwark Pratulin. We wsi było 6 domów, na folwarku 3 (zapewne czworaki). We wsi mieszkało 37 osób: 20 mężczyzn, 17 kobiet. Wszyscy mieszkańcy deklarowali wyznanie rzymskokatolickie i narodowość polską. Większe zróżnicowanie było na folwarku Pratulin, gdzie mieszkały 92 osoby: 44 mężczyzn, 48 kobiet. Pod względem wyznaniowym 81 było rzymskimi katolikami, 9 prawosławnymi, a 2 żydami. Do narodowości polskiej przyznawało się 81 osób, 9 deklarowało się jako Rusini, a 2 jako Żydzi.
Przed II wojną światową część dóbr pratulińskich stała się uposażeniem fundacji założonej przez Jakuba Ksawerego Potockiego, część jego majątku wzbogaciła także fundację do walki z rakiem i gruźlicą.
W latach 1954-1968 wieś była siedzibą gromady Pratulin, po jeje zniesieniu w gromadzie Bohukały. W latach 1945–1975 miejscowość administracyjnie należała do województwa lubelskiego, natomiast potem w latach 1975–1998 do województwa bialskopodlaskiego.

## Zabytki
We wsi działa parafia św. Apostołów Piotra i Pawła w Pratulinie, której kościół parafialny jest jednocześnie sanktuarium poświęconym zamordowanym w 1874 unitom.
Parafialny późnoklasycystyczny kościół św. Piotra i św. Pawła powstał w 1838 r. Znajduje się w nim cenna ikona Matki Boskiej z XVII w. wykonana na blasze. Na miejscu męczeństwa postawiono w 2012 r. drewniany kościół przeniesiony ze Stanina. To miejsce nazwano Martyrium Pratulińskim.
We wsi znajduje się cmentarz żołnierzy Armii Radzieckiej poległych w 1944 r. w walce z niemieckim okupantem.

## Szlaki turystyczne
Nadbużański szlak rowerowy